# جان بیرن (بازیکن فوتبال، زاده ۱۹۳۹)
جان بیرن (انگلیسی: John Byrne؛ زادهٔ ۲۰ مهٔ ۱۹۳۹) بازیکن فوتبال اهل بریتانیا است.
از باشگاه‌هایی که در آن بازی کرده‌است می‌توان به باشگاه فوتبال ترانمره راورز، باشگاه فوتبال هیبرنین، باشگاه فوتبال نورث‌همپتون تاون، باشگاه فوتبال پرستون نورث اند، باشگاه فوتبال بارنزلی، و باشگاه فوتبال پیتربورو یونایتد اشاره کرد.